# Háporton
Háporton (románul Hopârta, németül Meeport) település Romániában, Fehér megyében.

## Fekvése
Gyulafehérvártól 45 km-re északra, Marosújvártól 20 km-re délre, Asszonynépe, Mikószilvás, Ispánlaka és Oláhtordos közt fekvő település.

## Története
1177-ben Haprpurtum néven említik először. A 14. század elejéig még Asszonynépe egyik külterülete volt és egyházilag is hozzá tartozott, 1317-ben azonban már önálló falu és saját plébániája is volt. A középkorban az aradi káptalan birtokát képezte, 1428-ban azonban Zsigmond király önkényesen Székely Balázs fehérvári kanonoknak adományozta. A káptalan ez ellen hiába tiltakozott, a település a kanonok kezén maradt.
A település magyar lakossága még a 15. század folyamán elpusztult és ezt követően román jobbágyokat telepítettek a faluba.
A trianoni békeszerződésig Alsó-Fehér vármegye Nagyenyedi járásához tartozott.

## Lakossága
1910-ben 841 lakosa volt, ebből 812 román, 27 magyar és 2 egyéb nemzetiségűnek vallotta magát.
2002-ben 345 lakosából 335 román, 9 cigány és 1 magyar volt.